# Приморски партизански отряд „Васил Левски“
Приморският партизански отряд „Васил Левски“ е подразделение на Десета Варненска въстаническа оперативна зона на т. нар. НОВА по време на комунистическото партизанско движение в България (1941 – 1944). Действа в района на долното течение на река Камчия.

## Сформиране
Първата комунистическа партизанска група във Варненско е формирана през декември 1941 г. в Батовската гора. Командир на групата е Георги Петлешев.

### Дейност
На 4 май 1942 г. води тежък бой при с. Водица, при който загиват трима партизани. В южния район се създава Камчийската партизанска група „Народна дума“.
През лятото на 1943 г. се създават Варненската и Камчийската чета. Провеждат акции в с. Николаевка и с. Новаково.
На 8 май 1944 г. Камчийската чета и Първа варненска чета се обединяват в отряд „Васил Левски“. Командир на отряда е Атанас Александров, заменен след гибелта му от Андрей Премянов, политкомисар Жечка Карамфилова. 
На 20 юли 1944 г. атакува германска телефонна работилница, обслужваща Източна Стара планина, унищожава германска подвижна радиостанция между с. Баня и гр. Поморие. През август, воден от командира Атанас Александров, провежда акции в мелницата на с. Рудник, с. Бяла), с. Раковец (дн. Гроздьово), край р. Плоска до с. Сини вир. Общо извършва 18 бойни акции.
В средата на август 1944 г. войскови и жандармерийски части блокират цяла Източна Стара планина. На 18 август отрядът води тежко сражение при партизанския лагер над с. Долни чифлик и излиза от блокадата.
В първите дни на септември 1944 г. завзема населени места в Източна Стара планина.
На 9 септември 1944 с помощта на Червената армия установява властта на ОФ във Варна и Бургас.